# Marliani (famiglia)
La famiglia Marliani è stata una famiglia della nobiltà milanese di cui Castello Marliani fu il capostipite della linea dei conti di Busto Arsizio. Tuttavia le prime attestazioni di questa famiglia risalgono all'inizio del XIV secolo, quando i Marliani erano forti alleati della famiglia dei signori, poi, dal 1395, duchi di Milano, (i Visconti) quando Guido della Torre riuscì a riprendere il titolo di Signore di Milano. Achilletta Marliani (nata a Milano nel 1365 circa), sposò, nel 1383 circa, Sagramoro I Visconti (morto nel 1385), figlio naturale di Bernabó Visconti, consignore di Milano, e di Montanina de' Lazzari, infeudato dal padre, della signoria di Brignano Gera d'Adda (Bergamo). Achilletta, fú madre di Leonardo Visconti, signore di Brignano Gera d'Adda e di Pagazzano, e suocera di Margherita, figlia del cavalier Franceschino Caimi. Anche nel 1404 i Marliani erano schierati con i Visconti, quando i guelfi milanesi tentarono un rivolgimento del governo: Giovanni Maria Visconti fu assassinato nel 1412 e il fratello Filippo Maria Visconti ereditò una città in rivolta. Venne soccorso da Vincenzo Marliani, castellano di Porta Giovia, che dopo giorni di resistenza consegnò la fortezza a Filippo Maria, legittimo erede del duca assassinato. In seguito Filippo Maria ricompensò la famiglia Marliani per la lealtà dimostrata concedendole il feudo di Melzo e altre terre. Vincenzo divenne quindi il primo feudatario della famiglia Marliani di Melzo e Gorgonzola.

## I Marliani feudatari di Melzo e Gorgonzola
La fedeltà dei Marliani nei confronti dei Duchi di Milano non si esaurì con i Visconti, ma proseguì anche durante il dominio degli Sforza, tanto che Francesco Sforza concesse ad Aimo de'Marliani il titolo di podestà di Melzo. Galeazzo Maria Sforza succedette a Francesco e si invaghì della moglie di Ambrogio de'Raverti, Lucia Marliani, alla quale iniziò a donare generose somme di denaro e, l'8 gennaio 1475, le conferì nome e insegne dei Visconti. Arrivò addirittura a concederle il feudo di Melzo, tutelandola inoltre dai legittimi eredi con un atto ad hoc. Pochi giorni dopo il podestà di Melzo si vide recapitare una lettera ducale con la quale veniva convocato per prestare giuramento di fedeltà e obbedienza a Lucia.
Nel 1476 nacque il primo figlio di Lucia Marliani e Galeazzo Maria Sforza, cui il duca diede il proprio nome e cognome, Galeazzo Sforza, e lo inserì nella linea ereditaria dopo i propri figli legittimi e fratelli. La fortuna di Lucia, tuttavia, cessò in seguito all'assassinio di Galeazzo Maria, avvenuto nel 1476 presso la chiesa di Santo Stefano. Gian Galeazzo Sforza succedette a Galeazzo Maria sotto la tutela dello zio Ludovico il Moro; Lucia fu obbligata a rinunciare al feudo di Melzo e Gorgonzola, il qualche fu poi nuovamente accordato ai figli di Lucia Galeazzo e Ottaviano Maria Sforza. Tale concessione ai fratelli naturali di Galeazzo Maria fu guidata da Ludovico il Moro al fine di limitare il numero dei nemici della famiglia Sforza.
I rapporti tra Lucia e Ludovico il Moro non si incrinarono, tanto che nel 1499, quando quest'ultimo tentò di riconquistare il Ducato di Milano sottrattogli dai francesi, fu affiancato da Francesco Marliani. Nell'aprile del 1500 Francesco, alla guida delle milizie milanesi, accorse in soccorso di Ludovico tradito dalle armate svizzere nel suo vano tentativo di riprendere il ducato. Alla caduta di Ludovico il Moro seguirono vendette e uccisioni nei confronti degli alleati del duca: alcuni riuscirono a rifugiarsi nella Serenissima e tra questi vie era anche Francesco Marliani.

## I Marliani conti di Busto Arsizio
La famiglia Marliani non aveva tra i suoi membri solo uomini d'armi, ma anche religiosi, senatori e intellettuali. Tra questi vi era Giovanni Marliani, figlio di Castello e continuatore della linea dei conti di Busto Arsizio. Giovanni era collegiato tra i fisici milanesi e protofisico ducale e, probabilmente proprio per tale incarico ricoperto, ottenne i dazi di Gallarate e della sua pieve. Fu probabilmente questo uno dei primi contatti della famiglia Marliani con il borgo di Busto Arsizio. Giovanni Marliani ebbe un ruolo di spicco nella storia del pensiero del XV secolo, tanto che Leonardo Da Vinci lo citò diverse volte nel suo Codice Atlantico. Giovanni ebbe tre figli: Paolo, Gerolamo e Pietro Antonio, che non riuscirono ad eguagliare l'attività del padre. È invece da ricordare quella di Luigi Marliani, figlio di Daniele, fratello di Giovanni: fu medico e consigliere di Massimiliano I e Carlo V d'Asburgo, di Filippo I di Spagna e di Ludovico il Moro, per il quale ricoprì il ruolo di fisico ducale. Ma Luigi Marliani non fu solo un grande scienziato: dal 1517 al 1521 (anno della sua morte), fu vescovo della diocesi di Tui e scrisse il saggio Oratio contra M. Lutherum contro la riforma luterana.
Tra i figli del già menzionato Giovanni Marliani, vi fu Paolo, che ebbe una cattedra di matematica presso l'Università di Pavia; fu inoltre giureconsulto e senatore ducale e nel 1495 ottenne da Ludovico il Moro la sostituzione dei dazi di Gallarate con quelli di Varese e l'imbottatto di Borsano, oggi quartiere di Busto Arsizio, cariche che gli vennero confermate nel 1523 da Francesco II Sforza. Il matrimonio con Ippolita Landriani lo inserì in una delle più prestigiose famiglie milanesi. Paolo ebbe quattro figli: Giovanni Gerolamo, Giovanni Francesco, Teodosio e Pietro Antonio, dei quali solo l'ultimo ebbe figli che portarono avanti la discendenza.

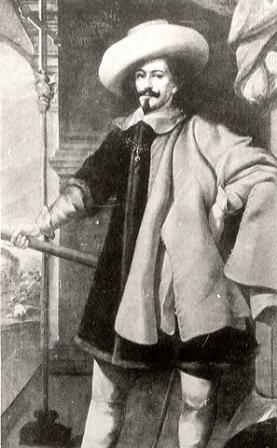
Paolo Camillo Marliani, primo conte di Busto Arsizio della famiglia Marliani

Pietro Antonio, nato nel 1514, viveva con la moglie Cornelia Rajnoldi (o Rainoldi) a Milano, nei pressi di Porta Nuova. Era un uomo erudito in lettere greche e latine e rivestiva i ruoli di consigliere segreto dello Stato di Milano e di vicario di provvisione. Nel 1545 entrò a far parte dei Decurioni del Consiglio generale di Milano, carica che mantenne fino al 1560. L'anno successivo, il 6 dicembre, venne nominato Regio Luogotenente e, nel 1563, primo Presidente Magistrato ordinario. Nel 1568 Pietro Antonio Marliani chiese l'investitura del feudo di Busto Arsizio per poter contestualmente ricevere il titolo di conte, con tutte le positive conseguenze per la sua famiglia. La richiesta fu inizialmente respinta, ma nel 1573 Pietro Antonio rinnovò la proposta specificando anche la sua disponibilità a elargire 8 000 lire imperiali. Lo stesso anno la Camera ducale un elenco di feudi messi all'incanto, e Busto Arsizio era stato inserito tra questi. Pietro Antonio riuscì dunque ad acquistare il feudo in nome del primogenito Paolo Camillo Marliani, ma dovette spendere più del previsto: 31 500 lire imperiali contro le 30 500 offerte dalla contessa Vistarino a favore del figlio Francesco. Il feudo di Busto Arsizio fu quindi acquisito da Paolo Camillo Marliani, insieme al titolo di conte. Pietro Antonio morì nel 1594 e una lapide in sua memoria fu posta nella cappella milanese della famiglia Marliani nella chiesa di Santa Maria delle Grazie.
Quando Paolo Camillo Marliani ottenne il feudo di Busto Arsizio, ricopriva già importanti cariche a Milano: era Decurione e Deputato della Veneranda Fabbrica del Duomo. Il giorno dell'investitura a conte giurò fedeltà al re di Spagna, ma prese possesso del feudo solo il 3 aprile 1573 dopo l'approvazione formale del re. All'investitura del Marliani seguirono, a più riprese, i giuramenti dei capifamiglia di Busto Arsizio al nuovo conte. Alcuni giuramenti arrivarono addirittura a dicembre del 1573, in quanto la famiglia dei nuovi conti non era ben vista da alcuni esponenti delle principali famiglie del borgo: Girolamo Rasini (la cui famiglia era feudataria di Borsano) e i fratelli Visconti di Busto Arsizio rifiutarono di prestare giuramento e Paolo Camillo intentò una causa nei loro confronti che si trascinò per oltre dieci anni. Il 15 marzo 1567 nacque il figlio di Paolo Camillo Marliani, avuto con la moglie Giulia Martinengo, in favore del quale abdicò, probabilmente per ragioni di salute, pochi anni prima della morte.
Luigi Marliani era laureato in Legge e nel 1590 era Giureconsulto collegiato. All'età di 49 anni, il 12 marzo 1616, sposò Antonia Marliani, una lontana cugina che gli diede una figlia: Paola. Successivamente Luigi venne nominato Decurione e mantenne la carica fino alla morte, avvenuta nel 1630. Il 2 ottobre 1624 luigi acquistò da Paolo Rasini la dimora che oggi porta il nome di palazzo Marliani-Cicogna a Busto Arsizio. Nel 1628 Luigi Marliani redasse il proprio testamento dove, non avendo avuto figli maschi, dichiarò erede il nipote Carlo Marliani, figlio del fratello Francesco. Luigi morì a casa della peste del 1630 a Mariano, un possedimento della moglie.
Carlo Marliani subentrò allo zio in qualità di feudatario di Busto Arsizio il 24 giugno 1630. Carlo Marliani è probabilmente uno degli esponenti più noti della famiglia a causa di un fatto accaduto nel 1633: dopo aver scoperto la moglie Antonia della Pusterla in atteggiamenti intimi con Cesare Visconti Borromeo, cosignore di Albizzate, uccise quest'ultimo e fece rinchiudere la moglie fedifraga nel convento di Tradate, dove alla fine dello stesso anno fu uccisa su commissione del marito. Questo fatto spinse la Camera Ducale a bandire Carlo Marliani dal feudo di Busto Arsizio, e lo stesso fu confiscato. Nel 1653 i beni confiscati vennero riconsegnati ai figli di Carlo.
Paolo Camillo Marliani, primogenito di Carlo nato il 20 novembre 1629, gli successe e divise l'eredità con i fratelli Pietro Antonio e Luigi. Nel 1658 Paolo Camillo sposò Anna Airoldi, da cui non ebbe figli. Nel 1674 fu nominato Decurione, carica che mantenne fino alla morte, sopraggiunta il 5 settembre 1689. Gli successe il fratello Pietro Antonio Marliani, nato il 3 maggio 1632, capitano di fanteria e Decurione dal 1684 al 1696. Prestò il giuramento di fedeltà come conte di Busto Arsizio nel 1701, mantenendo la carica per soli sette anni fino alla morte avvenuta il 30 luglio 1708. Dei due figli di Pietro Antonio, fu Giovanni Raimondo il successore nella carica di conte di Busto Arsizio. Era Decurione dal 1696, carica che mantenne fino al 1734, e fu Giudice delle vettovaglie dal 1708 al 1715. Nel 1699 sposò Anna Maddalena, esponente di una delle più importanti famiglie milanesi, i Cavazzi della Somaglia. Giovanni Raimondo Marliani morì il 19 luglio 1740. Il suo successore fu il primogenito Carlo Marliani, che a Busto Arsizio fu Giudice delle vettovaglie dal 1725 al 1735, Giudice delle strade dal 1746 al 1748, Rettore del Pio Luogo della Misericordia negli anni 1740, 1762 e 1766 e nel 9 febbraio 1734 venne nominato Decurione per rinuncia del padre. Carlo sposò in prime nozze Lavinia Natta, figlia del marchese Giacomo d'Alfano, dalla quale non ebbe figli. Nel 1739 convolò a seconde nozze con Maria Busca, figlia del marchese Lodovico, dalla quale ebbe tre figlie femmine. Carlo morì nel 1768 e, non avendo avuto discendenza maschile, il feudo di Busto Arsizio passò al fratello Paolo Camillo Marliani, il quale mantenne la carica per dieci anni, fino alla morte sopraggiunta nel 1778.
Paolo Camillo non ebbe figli e fu dunque l'ultimo membro della famiglia Marliani a ricoprire la carica di conte di Busto Arsizio. Il titolo passò infatti a Giuseppe Gambarana, figlio di Anna Marliani (primogenita di Carlo) e Gerolamo Gambarana, il quale assunse il nuovo stemma gentilizio risultato della fusione degli stemmi dei Marliani e dei Gambarana. Giuseppe morì nel 1823 senza figli: fu l'ultimo conte di Busto Arsizio.